# Ibrahim Mahnashi
 (décembre 2022).
Ibrahim Mahnachi (en arabe : خليفة الدوسري), né le 18 novembre 1999 à Dammam en Arabie saoudite, est un footballeur international saoudien. Il joue au poste de milieu de terrain au Ettifaq FC.

## Carrière

### En club
Formé à Al Ettifaq, il fait ses débuts avec l'équipe première le 17 décembre 2017 contre Al-Nassr en jouant l'intégralité du match et son club l'emporte 2-3. Il inscrit son premier but le 15 mars 2019 lors d'un match nul 1-1 contre Al-Shabab. 

### En sélection
Avec les moins de 19 ans, il participe au championnat d'Asie des moins de 19 ans en 2018. Lors de cette compétition organisée en Indonésie, il ne joue que deux matchs. L'Arabie saoudite remporte le tournoi en battant la Corée du Sud en finale. 
Il dispute ensuite avec les moins de 20 ans la Coupe du monde des moins de 20 ans en 2019. Lors du mondial junior qui se déroule en Pologne, il joue trois matchs. Avec un bilan de trois défaites en trois matchs, l'Arabie saoudite est éliminée dès le premier tour.
Il est également présent avec l'équipe d'Arabie saoudite en Coupe arabe de la FIFA 2021, un tournoi organisé au Qatar. Il ne joue qu'un seul match le 7 décembre contre l'Maroc. 
Il participe également avec l'Arabie saoudite olympique au Championnat d'Asie des moins de 23 ans de 2022 en Ouzbékistan. Il joue tous les matchs et l'Arabie saoudite remporte le titre en battant le pays hôte en finale.

## Palmarès
Arabie saoudite -19 ans
- Championnat d'Asie -19 ans (1) :
  - Vainqueur : 2018.

 Arabie saoudite -23 ans
- Championnat d'Asie -23 ans (1) :
  - Vainqueur : 2022.

 Al-Qadisiyah FC
- Coupe du Roi
  - Finaliste : 2025